# Avibrissosturmia nigra
Avibrissosturmia nigra är en tvåvingeart som beskrevs av Guimaraes 1983. Avibrissosturmia nigra ingår i släktet Avibrissosturmia och familjen parasitflugor. Inga underarter finns listade i Catalogue of Life.